# Ше (река)
Ше (фр. Chée) — река на северо-востоке Франции, впадает в реку Со (приток Марны). Протекает по департаментам Мёз и Марна (регион Гранд-Эст).

## География
Длина реки составляет 68,58 км. Исток находится в коммуне Сеньёль департамента Мёз, впадает в Со выше по течению от Витри-ан-Пертуа в департаменте Марна. Река принадлежит водоразделу Со — Марна — Сена.
Ше достаточно полноводна. Среднегодовой расход воды ближе к устью (измерительная точка в Беттанкур-ла-Лонг) — 2,53 м³/с. В межвоенный период во Франции была запущена обширная программа улучшения и развития водотранспортной системы страны. В том числе в 1935 году парламентом был принят пункт о финансировании работ по максимальной судоходности на участке рек Ше — Со. Для чего произведены работы по расчистке притоков Ше и расчистке и углублению устья при впадении в Со.
Исследование аллювиальных отложений Ше указывает на её появление в начале голоцена, когда с окончанием последней ледниковой эпохи формируется речная система Ше, Орнен и Со.